# Ebrahim Gaderi
Ebrahim Gaderi –en persa, ابراهیم قادری– es un deportista iraní que compitió en taekwondo. Ganó una medalla de oro en los Juegos Asiáticos de 1986 en la categoría de –58 kg.

## Palmarés internacional
| Juegos Asiáticos | Juegos Asiáticos     | Juegos Asiáticos | Juegos Asiáticos |
| Año              | Lugar                | Medalla          | Categoría        |
| ---------------- | -------------------- | ---------------- | ---------------- |
| 1986             | Seúl (Corea del Sur) | Medalla de oro   | –58 kg           |